# Arsenio da Trigolo
Arsenio Maria da Trigolo, al secolo Giuseppe Antonio Migliavacca (Trigolo, 13 giugno 1849 – Bergamo, 10 dicembre 1909), è stato un presbitero italiano.
Sacerdote dell'Ordine dei frati minori cappuccini e fondatore dell'istituto Suore di Maria Santissima Consolatrice, è stato beatificato dal cardinale Angelo Amato, prefetto della Congregazione delle cause dei santi, il 7 ottobre 2017.

## Biografia
Nacque il 13 giugno 1849 a Trigolo (CR), da Glicerio Migliavacca e Annunziata Strumia, fu cresimato l'8 settembre 1858 e ricevette la Prima Comunione due anni dopo. Avendo manifestato la vocazione al sacerdozio, a 13 anni entrò nel seminario di Cremona. Ordinato sacerdote il 21 marzo 1874, fu inviato prima a Paderno Ponchielli e poi a Cassano d'Adda. 
Nel 1875 entrò come novizio nella Compagnia di Gesù a Cossé-le-Vivien, in Francia, dove emise la professione religiosa il 25 dicembre 1877. Prima come "coadiutore spirituale, poi come "operarius", fu a Cremona, a Portoré in Istria (oggi Kraljevica in Croazia), a Mantova e a Venezia, dove il 5 agosto 1888 emise gli ultimi voti. Il 24 marzo 1892 dovette lasciare la Compagnia di Gesù, a causa di incomprensioni con i suoi superiori, che lo accusavano di imprudenze. 
Invitato dall'arcivescovo di Torino, monsignor Davide Riccardi, nel 1893 costituì sotto una regola, basata su quella ignaziana, e quindi coordinò come fondatore per dieci anni le Suore di Maria Santissima Consolatrice, a Torino e poi Milano. 
Dopo essere stato attaccato e umiliato con nuove, false e infamanti accuse, fu aiutato del beato cardinale Andrea Ferrari e così, nel 1902, fu ammesso al convento dei Cappuccini di Lovere (BG), dove cominciò il noviziato col nome di padre Arsenio, in onore di uno dei Padri del Deserto, per poi emettere la professione solenne il 25 giugno 1906. Ammalatosi di arteriosclerosi, morì  il 10 dicembre 1909 nel convento di Bergamo. 
Dal 13 ottobre 1953 il suo corpo è custodito nella cappella della Casa Madre di Milano.

## La spiritualità
I numerosi spostamenti che hanno caratterizzato la sua vita farebbero pensare a un'anima inquieta, invece dai suoi scritti risulta la costante ricerca della volontà di Dio, sopportando disagi e incomprensioni con silenziosa umiltà, consapevole della propria fragilità ma fiducioso nella Provvidenza.  
Ha affrontato le difficoltà senza spirito di rivalsa, trovando nella preghiera e nella celebrazione eucaristica la forza per perdonare il male subito senza gloriarsi del bene fatto, con costante ansia apostolica tesa a lavorare per la salvezza delle anime, instancabilmente attivo nelle opere di misericordia.

## La beatificazione
Il 21 gennaio 2016 fu dichiarato Venerabile. Ai fini della beatificazione la Chiesa cattolica ha considerato miracolosa la guarigione di suor Ausilia Ferrario, dell'Istituto di Maria Santissima Consolatrice, che il 17 ottobre 1947 era ricoverata nell'infermeria della casa di Verghera (VA), malata terminale di tubercolosi polmonare e intestinale. Suor Ausilia fu portata nella cappella della casa, dove era in corso l'adorazione del Santissimo Sacramento. Dopo che una consorella aveva invitato i presenti a pregare per ottenere                   l'intercessione del Venerabile Arsenio per la malata, al momento della benedizione eucaristica suor Ausilia si alzò in piedi sentendosi guarita.
il 20 gennaio 2017 papa Francesco ha riconosciuto il decreto con cui la guarigione di suor Ausilia Ferrario è riconosciuta come inspiegabile, completa, duratura e ottenuta per intercessione di padre Arsenio. La beatificazione del fondatore delle Suore di Maria Consolatrice è avvenuta il 7 ottobre dello stesso anno nel Duomo di Milano, presieduta dal cardinale Angelo Amato in rappresentanza del papa. 
La memoria liturgica è stata fissata al 10 dicembre.